# Elena Ojea
Elena Ojea Fernández-Colmeiro (Nigrán, 1981) es una ambientóloga, economista e investigadora española, experta en sostenibilidad de los sistemas socio-ecológicos marinos y adaptación al cambio climático. En 2023, recibió el Premio de Sostenibilidad Marina de la Fundación Banco Sabadell.

## Trayectoria
Se licenció en Ciencias Ambientales por la Universidad de Salamanca y, posteriormente, se doctoró en Economía por la Universidad de Santiago de Compostela, donde defendió su tesis doctoral Anomalies in contingent valuation, plausible empirical explanations (Anomalías en la valoración contingente, explicaciones empíricas plausibles) en 2008, dirigida por la catedrática Maria Loureiro. Desarrolló su trayectoria postdoctoral en el Centro Vasco de Cambio Climático (BC3) y en la Bren School of Environmental Science and Policy de estudios ambientales de la Universidad de California en Santa Bárbara. En este último centro, trabajó con el grupo de pesca sostenible, donde se especializó en la gestión y adaptación de los sistemas pesqueros frente al cambio climático. Además de una estancia en la Fundación Eni Enrico Mattei en Venecia, llegó a la Universidad de California de la mano del programa Marie Curie mientras continuaba vinculada al BC3. Estuvo un año completo y tres estancias posteriores, trabajando con los profesores Christopher Costello y Steve Gaines, referentes de la economía pesquera y la conservación marina.
En 2016, Ojea regresó a España para incorporarse a la Universidad de Vigo y liderar el proyecto CLOCK (de Climate Adaptation to Shifting Stocks por sus siglas en inglés) sobre adaptación climática a poblaciones cambiantes, financiado por el Consejo Europeo de Investigación (ERC Starting Grant). Este proyecto analiza cómo el cambio climático afecta a los sistemas pesqueros y busca desarrollar soluciones adaptativas para gestionar estos desafíos. En paralelo, fundó el Future Oceans Lab, un grupo multidisciplinar centrado en la sostenibilidad marina y los efectos del cambio climático en los océanos y las comunidades costeras.
También participa en varios proyectos europeos e internacionales, como FutureMARES y MPA-Adapt, financiados por los programas Horizonte 2020 e Interreg-Med, respectivamente. Su experiencia le ha llevado a colaborar con la Organización de las Naciones Unidas para la Alimentación y la Agricultura (FAO) y a ser autora principal del capítulo sobre océanos en el Sexto Informe de Evaluación del Panel Intergubernamental sobre el Cambio Climático del Grupo Intergubernamental de Expertos sobre el Cambio Climático (IPCC).

## Reconocimientos
En 2016, Elena Ojea obtuvo una prestigiosa ERC Starting Grant, una financiación altamente competitiva otorgada por el Consejo Europeo de Investigación para proyectos innovadores. Posteriormente, en 2021, fue galardonada con el Premio Muller Científica otorgado por el IES Val Miñor, su antiguo centro educativo, en reconocimiento a su destacada labor en la investigación científica y su impacto en la sostenibilidad marina. Este premio busca destacar la excelencia de mujeres científicas y su contribución a la sociedad, sirviendo como ejemplo para las generaciones más jóvenes.
Dos años después, en 2023, recibió el Premio de Sostenibilidad Marina de la Fundación Banco Sabadell. Este reconocimiento, creado en 2022 en colaboración con Seastainable Ventures, incentiva y reconoce el trabajo de los científicos españoles en el campo de la regeneración del medio marino, así como en la explotación sostenible de sus recursos, y en concreto, aquellas investigaciones que muestren evidencias tangibles de su aplicabilidad e incidencia.